# Humularia minima
Humularia minima är en ärtväxtart som först beskrevs av John Hutchinson, och fick sitt nu gällande namn av Paul Auguste Duvigneaud. Humularia minima ingår i släktet Humularia och familjen ärtväxter.

## Underarter
Arten delas in i följande underarter:
- H. m. flabelliformis
- H. m. minima